# 伍德蘭帕克 (內布拉斯加州)
伍德蘭帕克（英語：Woodland Park）是位於美國內布拉斯加州斯坦頓縣的普查規定居民點。

## 人口
根據2020年美國人口普查的數據，伍德蘭帕克的面積為4.05平方千米，皆為陸地。當地共有人口1830人，而人口密度為每平方千米451.85人。